# An Englishman in New York
An Englishman in New York is een nummer van het Britse muzikale duo Godley & Creme, uitgebracht als single van hun album Freeze Frame uit 1979. Op 26 oktober dat jaar werd het nummer eerst in het Verenigd Koninkrijk en Ierland op single uitgebracht. Op 12 januari 1980 volgden de rest van Europa, Australië en Nieuw-Zeeland.

## Achtergrond
Kevin Godley en Lol Creme waren bandleden van de rockgroep 10cc die in 1976 uit de band traden vanwege hoofdzakelijk artistieke overwegingen. Andere leden zoals Graham Gouldman waren immers klassieker ingesteld. Godley & Creme brachten als duo innovatieve muziek uit, waarbij ook de aandacht uitging naar het visuele aspect. De hoes van zowel de single An Englishman in New York als het album Freeze Frame zijn ontworpen door Hipgnosis, het collectief van Storm Thorgerson dat ook voor Pink Floyd werkte.
De plaat werd uitsluitend een hit in Australië, Duitsland en het Nederlandse taalgebied. In  thuisland het Verenigd Koninkrijk werd géén notering behaald in de UK Singles Chart. In Australië bereikte de plaat de 17e positie en in Duitsland de 25e.
In Nederland werd de plaat op maandag 14 januari 1980 door dj Frits Spits in zijn radioprogramma De Avondspits verkozen tot de 75e NOS Steunplaat van de week op Hilversum 3 en werd een radiohit in de destijds drie landelijke hitlijsten op de nationale publieke popzender. De plaat bereikte de 7e positie in de Nationale Hitparade, de 4e positie in de TROS Top 50 en piekte op de 3e positie in de Nederlandse Top 40. In de Europese hitlijst op Hilversum 3, de TROS Europarade, werd de 9e positie behaald.
In België bereikte de plaat de 4e positie in de voorloper van de Vlaamse Ultratop 50 en de 2e positie in de Vlaamse Radio 2 Top 30. In Wallonië werd géën notering behaald.
In de sinds december 1999 jaarlijks uitgezonden NPO Radio 2 Top 2000 van de Nederlandse publieke radiozender NPO Radio 2 stond de plaat van 1999 t/m 2006, in 2008 en in 2012 en 2013 in de lijst der lijsten genoteerd, met als hoogste notering een 1131e positie in 2003.

## Videoclip
Het bekendst is An Englishman in New York door de videoclip: een bigband-orkest van etalagepoppen wordt gedirigeerd door Creme. Het is de eerste videoclip geregisseerd door het duo, maar meteen een typisch voorbeeld. Uiteindelijk zal het duo meer dan vijftig videoclips regisseren, bijvoorbeeld voor hun single Cry, Herbie Hancocks Rockit, Every Breath You Take van The Police en Duran Durans Girls on Film. In Nederland werd de videoclip destijds op televisie uitgezonden door de popprogramma's AVRO's Toppop en Countdown van Veronica en door de TROS in de tv-versie van de hitlijst TROS Top 50 met presentatoren Ton Poppes en TROS dj Tom Mulder.

## Muzikanten
- Kevin Godley
- Lol Creme
- Phil Manzanera
- Rico Rodriguez

## NPO Radio 2 Top 2000
| Nummer met noteringen in de NPO Radio 2 Top 2000 | '99  | '00  | '01  | '02  | '03  | '04  | '05  | '06  | '07 | '08  | '09-'11 | '12  | '13  |
| ------------------------------------------------ | ---- | ---- | ---- | ---- | ---- | ---- | ---- | ---- | --- | ---- | ------- | ---- | ---- |
| An Englishman in New York                        | 1300 | 1541 | 1185 | 1386 | 1131 | 1559 | 1765 | 1970 | -   | 1854 | -       | 1920 | 1830 |

1. ↑  Een '-' betekent dat het nummer niet was genoteerd en een vetgedrukt getal geeft de hoogste notering aan.
2. ↑  Deze tabel is bijgewerkt tot en met de laatste editie (2024).